# Copa Mundial de Sóftbol Femenino
La Copa Mundial de Sóftbol Femenino, anteriormente conocida como Campeonato Mundial de Sóftbol Femenino, es un torneo de sóftbol de lanzamiento rápido para equipos femeninos nacionales que fue celebrado cada cuatro años por la Federación Internacional de Sóftbol (ISF por sus siglas en inglés). Al crearse en 2013 la Confederación Mundial de Béisbol y Sóftbol como heredera de la anterior, asume la organización del torneo. Recientemente se actualiza el formato del mismo y la periodicidad, pasando a celebrarse cada dos años. El número de equipos en el torneo comenzó con cinco en su evento inicial en 1965, hasta un máximo de 28 para la edición de 1994,  en la actualidad el Código de la WBSC establece que el número máximo de equipos que podrán participar es de 18. Hay torneos de calificación que decide qué países jugarán en la copa mundial. El primer mundial se realizó en 1965 en Melbourne, Australia. Su edición más reciente se realizó en 2022 en Birmingham, Estados Unidos. Estados Unidos es el país con mayor número de campeonatos con un total de 12.

## Torneos realizados
| Año           | Sede                       |                | Oro | Final Resultados | Plata         |  | Bronce |
| 1965 detalles | Melbourne, Australia       | Australia      | 1-0 | Estados Unidos   | Japón         |  |        |
| 1970 detalles | Osaka, Japón               | Japón          | 1-0 | Estados Unidos   | Filipinas     |  |        |
| 1974 detalles | Stratford, Estados Unidos  | Estados Unidos | 3-0 | Japón            | Australia     |  |        |
| 1978 detalles | San Salvador, El Salvador  | Estados Unidos | 4-0 | Canadá           | Nueva Zelanda |  |        |
| 1982 detalles | Taipéi, China Taipéi       | Nueva Zelanda  | 2-0 | China Taipéi     | Australia     |  |        |
| 1986 detalles | Auckland, Nueva Zelanda    | Estados Unidos | 2-0 | China            | Nueva Zelanda |  |        |
| 1990 detalles | Normal, Estados Unidos     | Estados Unidos | La lluvia impidió la gran final, a los EE.UU. se les concedió la medalla de oro sobre la base de su historial en el juego del round robin | Nueva Zelanda    | China         |  |        |
| 1994 detalles | St. John's, Canadá         | Estados Unidos | 6-0 | China            | China Taipéi  |  |        |
| 1998 detalles | Fujinomiya, Japón          | Estados Unidos | 1-0 | Australia        | Japón         |  |        |
| 2002 detalles | Saskatoon, Canadá          | Estados Unidos | 1-0 | Japón            | China Taipéi  |  |        |
| 2006 detalles | Pekín, China               | Estados Unidos | 3-0 | Japón            | Australia     |  |        |
| 2010 detalles | Caracas, Venezuela         | Estados Unidos | 7-0 | Japón            | Canadá        |  |        |
| 2012 detalles | Whitehorse, Canadá         | Japón          | 2-1 | Estados Unidos   | Australia     |  |        |
| 2014 detalles | Haarlem, Países Bajos      | Japón          | 4-1 | Estados Unidos   | Australia     |  |        |
| 2016 detalles | Surrey, Canadá             | Estados Unidos | 7-3 | Japón            | Canadá        |  |        |
| 2018 detalles | Chiba, Japón               | Estados Unidos | 7-6 | Japón            | Canadá        |  |        |
| 2022 detalles | Birmingham, Estados Unidos | Estados Unidos | 3-2 | Japón            | China Taipéi  |  |        |
| 2024 detalles | Castions di Strada, Italia | Japón          | 6-1 | Estados Unidos   | Canadá        |  |        |

## Tabla de Medallas
| Núm. | País           | Oro | Plata | Bronce | Total |
| ---- | -------------- | --- | ----- | ------ | ----- |
| 1    | Estados Unidos | 12  | 5     | 0      | 17    |
| 2    | Japón          | 4   | 7     | 2      | 13    |
| 3    | Australia      | 1   | 1     | 6      | 8     |
| 4    | Nueva Zelanda  | 1   | 1     | 2      | 4     |
| 5    | China          | 0   | 2     | 1      | 3     |
| 6    | Canadá         | 0   | 1     | 4      | 5     |
| 7    | China Taipéi   | 0   | 1     | 2      | 3     |
| 8    | Filipinas      | 0   | 0     | 1      | 1     |

## Récords[6]
Actualizado hasta 2010
Bateo
- Promedio más alto de bateo: .667, obtenido por Elizabeth Martelle (ITA), 1990; Naomi Matsumoto (JAP), 1998 y Melanie Matthews (CAN), 2006.
- Mayor cantidad de triples: 6, de Miyoko Naruse (JAP), 1974
- Mayor cantidad de bases robadas: 8, de Yen Show Tzu (TPE), 1990
- Mayor cantidad de carreras impulsadas: 16, de Crystl Bustos y Jessica Mendoza (USA), 2006
- Mayor cantidad de home runs: 6, de Jessica Mendoza (USA), 1990
- Mayor cantidad de carreras anotadas: 14, de Caitlin Lowe y Jessica Mendoza (USA), 2006
- Mayor cantidad de dobles: 7, de Sheila Cornell (USA), 1990

Pitcheo
- Mayor cantidad de strikeouts: 76, de Joan Joyce (USA), 1974
- Promedio más bajo de carreras ganadas: 0.00 en 36 innings, de Joan Joyce (USA), 1974
- Más innings sin carreras permitidas: 36, de Joan Joyce (USA), 1974
- Más no-hit-no-run: 3, de Joan Joyce (USA), 1974. También tiene dos juegos perfectos.
- Más juegos ganados: 6, de Lorrraine Woolley (AUS) en 1965, Cat Osterman (USA), 2006 y Nancy Welborn (USA), 1970
- Más innings lanzados: 55, de Nancy Welborn (USA), 1970

Juego colectivo
- Mejor promedio de Bateo: Estados Unidos (.396), 1990
- Más hits conectados: Estados Unidos (105), 1990
- Más carreras anotadas: Estados Unidos (79), 1990
- Promedio más bajo de carreras permitidas: Estados Unidos (0.00 en 96 innings), 1986
- Mayor cantidad de outs: China (273), 1970
- Mayor cantidad de asistencias: Filipinas (124), 1970